# Stratocumulus castellanus
Lo stratocumulus castellanus (abbreviazione Sc cas) è una nube del genere stratocumulus con protuberanze a forma di torrette che donano a queste nubi un aspetto merlato (da cui deriva il nome castellanus dato alla specie). Queste piccole torri — alcune delle quali possono essere più alte che larghe — possiedono una base comune dalla quale si ergono; il fenomeno appare particolarmente evidente quando le nubi sono viste di profilo.

## Caratteristiche
Gli stratocumuli si formano a bassi livelli della troposfera entro uno strato relativamente sottile di aria instabile, che tuttavia è sormontata da uno strato superiore di aria più stabile. Quest'ultimo strato viene di fatto a bloccare lo sviluppo verticale delle nubi convettive come i cumuli o i cumulonembi. Gli stratocumuli perciò una volta raggiunto il livello di aria stabile, hanno la tendenza a espandersi lateralmente formando dei banchi di nubi che persistono anche dopo che le nubi convettive si sono dissolte..
Lo stratocumulus castellanus è caratterizzato da una forte attività convettiva dovuta alla presenza di area instabile. Si differenzia dalle altre tipologie di stratocumuli proprio per la formazione delle caratteristiche torrette nella parte superiore dello strato, che si formano nelle zone dove lo strato inibitore superiore è più sottile o meno marcato.
Può assomigliare al cumulus congestus, con il quale viene a volte confuso. In quest'ultimo tuttavia le formazioni a torretta si sviluppano su singole nubi isolate; nel caso dello stratocumulus castellanus invece si ha la formazione di uno strato ben definito. Le occasionali precipitazioni associate allo stratocumulus castellanus non sono in genere così severe come quelle del cumulus congestus.